# キム・ホユン
キム・ホユン(朝:김호윤)は、朝鮮民主主義人民共和国(以下、北朝鮮と記す)の指揮者。現在万寿台芸術団三池淵楽団の指揮者。

## 経歴
1965年、平壌直轄市生まれ。父は平壌音楽舞踊大学(現:金元均名称音楽総合大学)学長を務めたキム・ヒジュン。10代の頃に、学校の合唱部に入部して音楽活動をスタートし、平壌学生少年芸術団の一員として外国公演にも参加。1978年平壌音楽舞踊大学にチェロ専攻で入学。
平壌音大在学中の1983年に指揮に転向し、1984年から1989年にかけて、国費で東ドイツのハンス・アイスラー音楽大学ベルリンに留学。ハンス・アイスラー音楽大学総長を1986年まで務めていた指揮者オラフ・コッホに指揮を師事した。
留学中に、ゲッティンゲン・ヘンデル音楽祭に出演した。
1990年に平壌音大を卒業。

## 活動
大学卒業後は、朝鮮民主主義人民共和国国立交響楽団、尹伊桑管弦楽団で指揮活動を開始し、2002年には朝鮮国立交響楽団准首席指揮者に就任。2008年7月には国立交響楽団のポストを退いて、尹伊桑管弦楽団の常任指揮者に就任した。その後2016年11月に行われた万寿台芸術団三池淵楽団の公演で指揮者を務めた。
民族統一コンサートにたびたび出演。
2002年9月21日に、平壌の烽火芸術劇場で開かれたKBS交響楽団と朝鮮国立交響楽団の合同演奏会に出演。また、同年はドイツのハレ、中国の北京、上海のオーケストラに客演した。
また、2005年10月17日、平壌で行われた第27回尹伊桑音楽会で、アメリカ合衆国のニューイングランド音楽院に在籍中の韓国のチェロ奏者コ・ボンインと共演し、尹伊桑管弦楽団を指揮して尹伊桑のチェロ協奏曲を演奏した。
2005年1月に、功勲芸術家称号を授与された。

## 録音
2005年に、北朝鮮のCDレーベル『KMC』から、ショスタコーヴィチの交響曲第7番『レニングラード』の録音をリリースした。これは、北朝鮮のレーベルが初めてリリースしたクラシック音楽のCDとなった。